# Montebello (Orciano di Pesaro)
Montebello è una frazione del municipio di Orciano di Pesaro, comune di Terre Roveresche in provincia di Pesaro e Urbino nelle Marche.
È situata nella Val Metauro.

## Monumenti e luoghi d'interesse
- Chiesa di Sant'Anna, del XVII secolo[2]
- Palazzo Della Rovere (Castello di Montebello), del XIV secolo[3]. Fu la residenza di Lavinia Feltria Della Rovere, Marchesa del Vasto e sorella del duca di Urbino Francesco Maria II[4]

## Galleria d'immagini

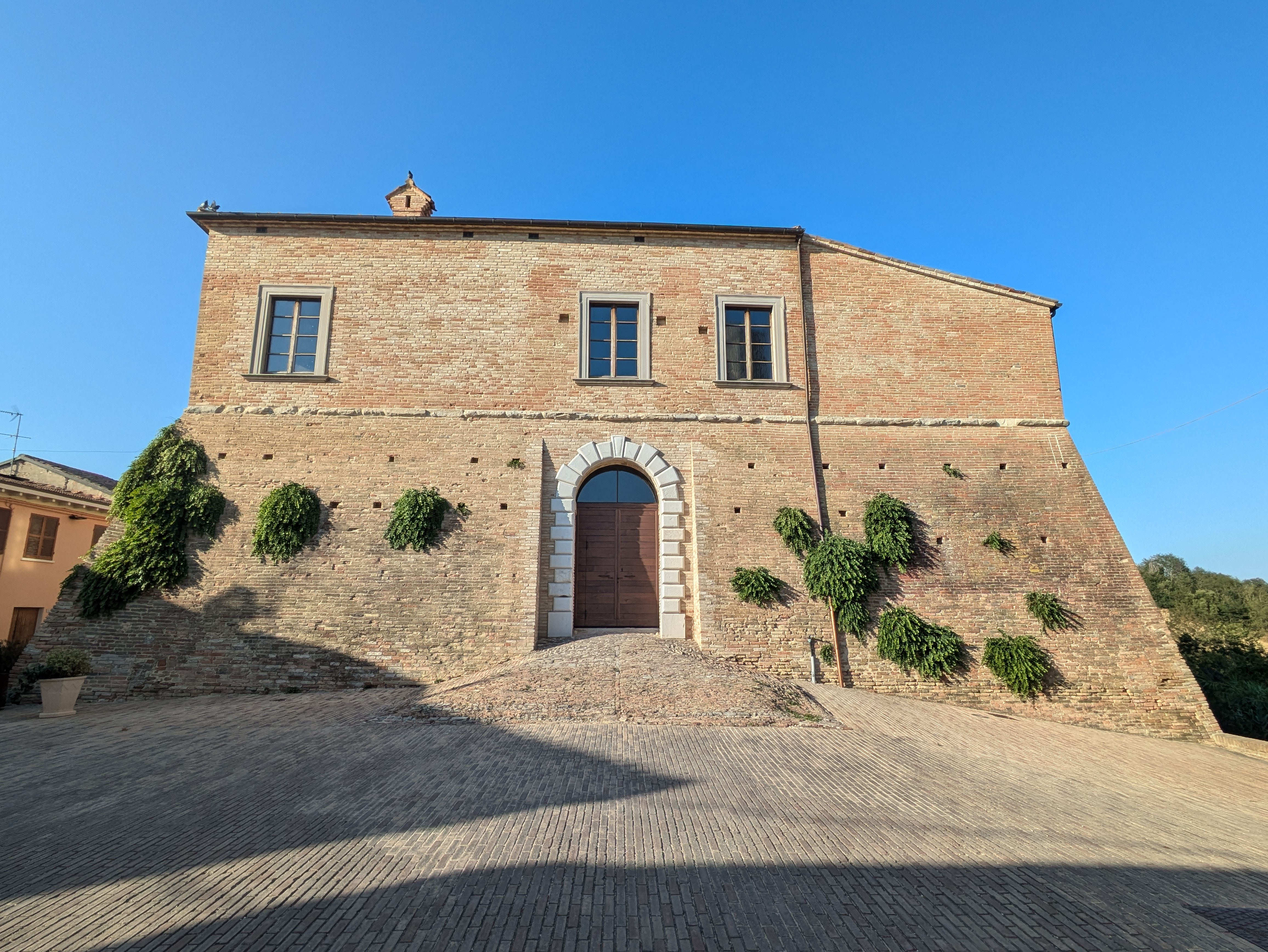
Palazzo Della Rovere
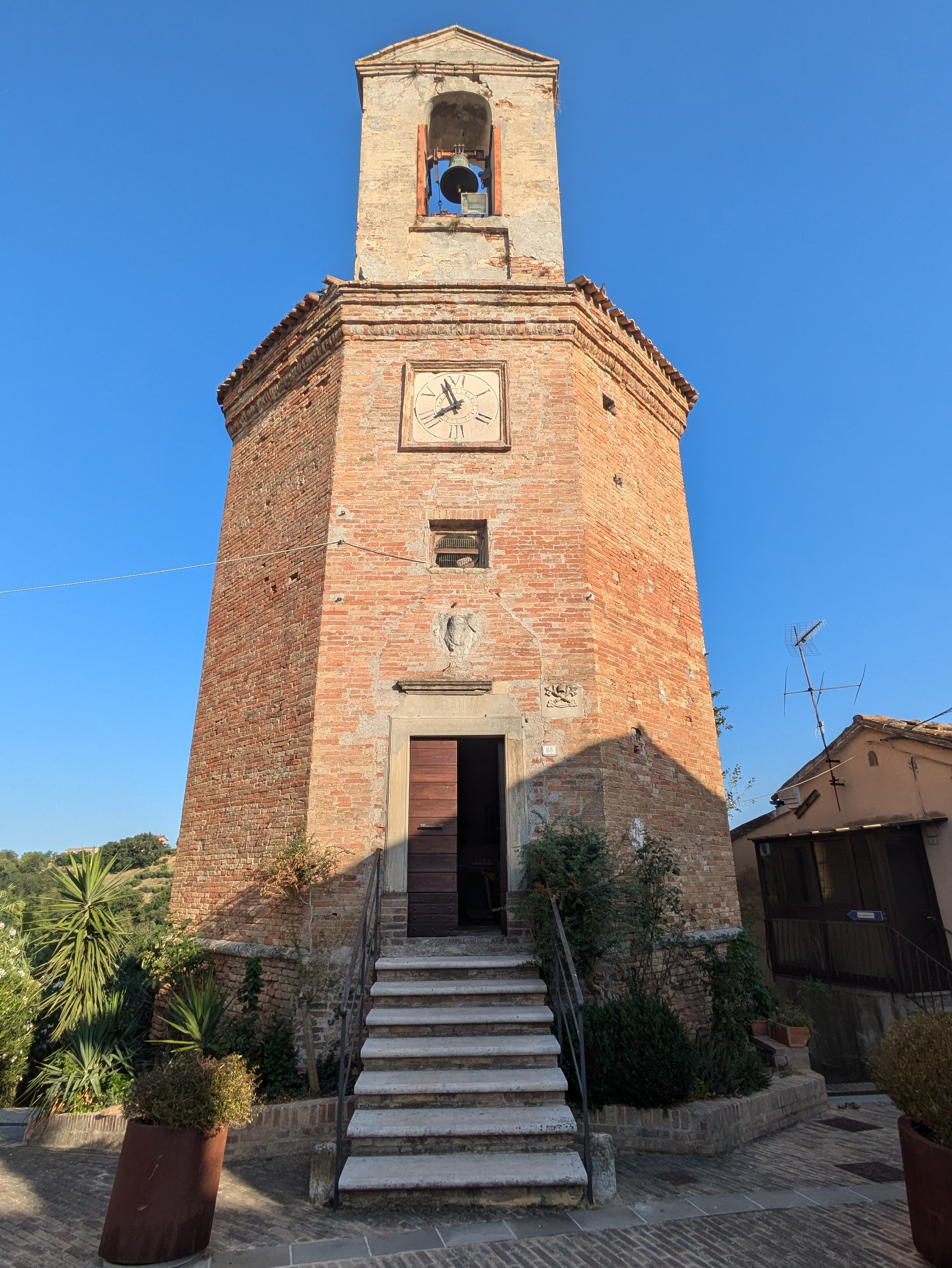
Chiesetta di Sant'Anna
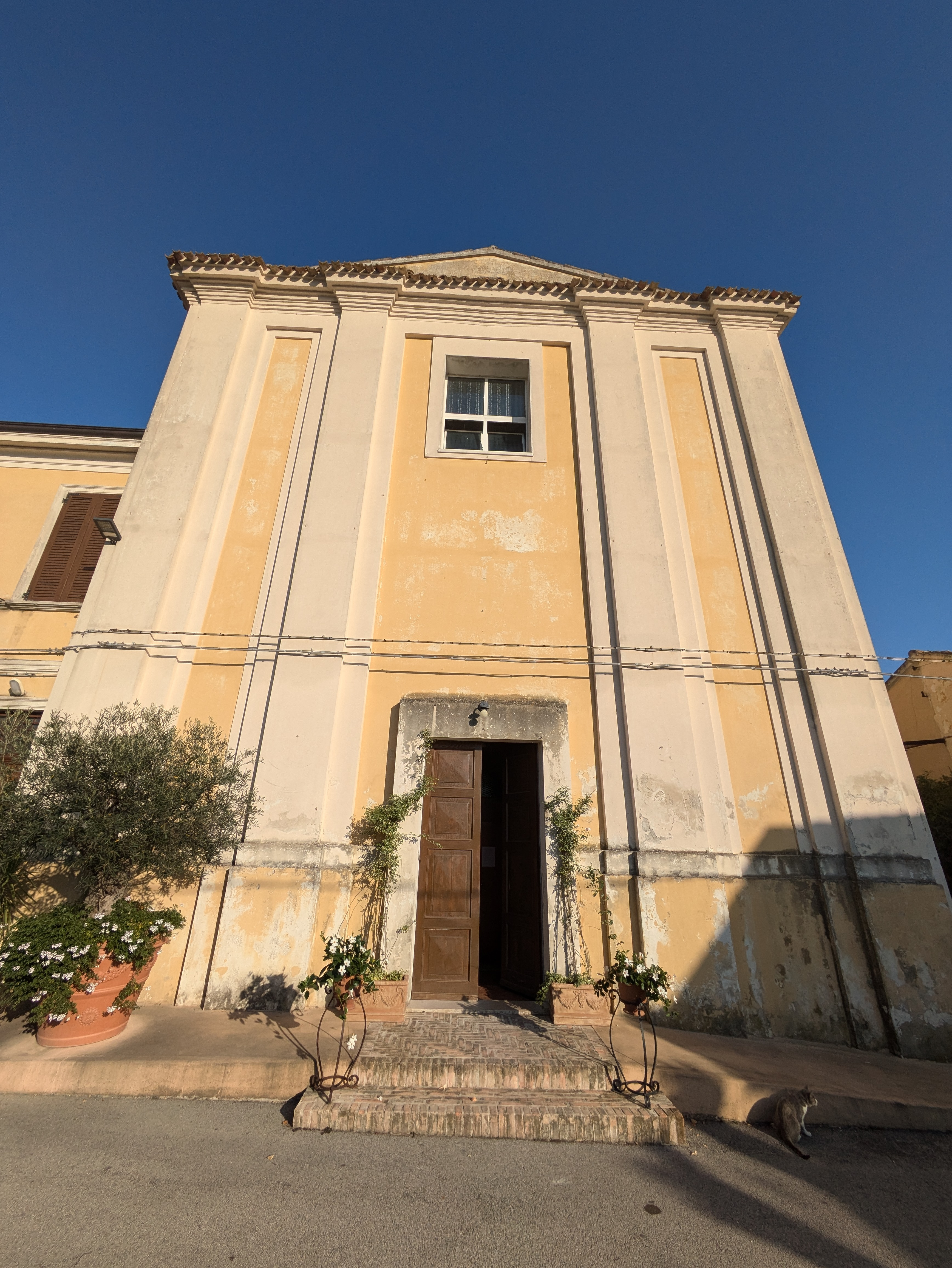
Chiesa parrocchiale di Sant'Anna (ex San Giovanni)